# Møkstrafjord (Schiff)
Die Møkstrafjord ist eine Doppelendfähre der norwegischen Reederei Fjord1.

## Geschichte
Das Schiff wurde unter der Baunummer 1075 auf der türkischen Werft Tersan Tersanecilik für die Reederei Fjord1 in Florø gebaut. Der Bauvertrag wurde am 18. August 2016 geschlossen. Die Kiellegung fand am 10. März, der Stapellauf am 21. Juli 2017 statt. Die Fertigstellung und Ablieferung des Schiffes erfolgte am 29. Januar 2018. Benannt ist das Schiff nach dem gleichnamigen Fjord.
Die Fähre ist die einzige des vom norwegischen Schiffsarchitekturbüro Multi Maritime in Førde entworfenen Typs MM112FE EL.
Die Fähre verkehrt seit dem Frühjahr 2018 über den Lysefjord zwischen Krokeide und Hufthammar. Den Betrieb der Strecke, die das Schiff zusammen mit der etwas kleineren Horgefjord bedient, hatte Fjord1 Anfang Januar 2018 übernommen.

## Technische Daten und Ausstattung
Das Schiff ist mit einem Hybridantrieb aus Akkumulatoren und dieselelektrischem Antrieb ausgerüstet. Im Normalbetrieb wird die Fähre elektrisch angetrieben. An den beiden Enden der Fähren ist jeweils eine Propellergondel mit einem Zugpropeller installiert, der von je einem Elektromotor mit jeweils 1200 kW Leistung angetrieben wird. Für die Stromversorgung stehen Akkumulatorsätze mit einer Kapazität von 1200 kWh zur Verfügung. Die Akkumulatoren können in den beiden Fährhäfen während der Liegezeit geladen werden. Für den Notbetrieb stehen vier von Scania-Dieselmotoren des Typs DI16M angetriebene Generatoren zur Verfügung.
Das Schiff ist mit einem System zum autonomen Betrieb ausgestattet, das Kurs und Geschwindigkeit selbständig berechnen und kontrollieren kann. Es verfügt über ein Vakuum-Festmachersystem.
Die Fähre verfügt über ein durchlaufendes Fahrzeugdeck mit vier Fahrspuren sowie auf einer Seite über ein zusätzliches, erhöhtes Fahrzeugdeck. Das durchlaufende Fahrzeugdeck ist 112,2 Meter lang und über Rampen zugänglich. An beiden Enden der Fähre befindet sich ein nach oben aufklappbares Bugvisier. Das Fahrzeugdeck ist im mittleren Bereich mit den Decksaufbauten überbaut. Die nutzbare Durchfahrtshöhe beträgt 5 Meter bzw. 2,5 Meter. Die maximale Achslast auf dem durchlaufenden Fahrzeugdeck beträgt 15 t und auf dem erhöhten Fahrzeugdeck 1,5 t.
Oberhalb des Fahrzeugdecks befinden sich ein Deck mit Einrichtungen für die Passagiere sowie offene Deckbereiche. Auf dem darüberliegenden Deck befinden sich unter anderem Bereiche für die Schiffsbesatzung. Oberhalb dieser beiden Decks befindet sich ein weiteres Deck, auf das mittig das Steuerhaus aufgesetzt ist.
Die Kapazität der Fähre ist mit 399 Personen (inklusive der Schiffsbesatzung) angegeben. Fjord1 vermarktet das Schiff mit einer Kapazität von 295 Passagieren. Den Passagieren steht an Bord ein Kiosk zur Verfügung. Die Fähre kann 130 Pkw befördern.